# Baode
Der Kreis Baode (保德县,  Bǎodé Xiàn) ist ein chinesischer Kreis, der zum Verwaltungsgebiet der bezirksfreien Stadt Xinzhou in der Provinz Shanxi gehört. Er hat eine Fläche von 992,7 Quadratkilometern und zählt 144.218 Einwohner (Stand: Zensus 2020). Hauptort und Regierungssitz ist die Großgemeinde Dongguan (东关镇). Der Gelbe Fluss bildet die Grenze zum benachbarten Kreis Fugu in der Provinz Shaanxi.

## Administrative Gliederung
Auf Gemeindeebene setzt sich der Kreis aus vier Großgemeinden und sechs Gemeinden zusammen.